# Mercz Nóra
Mercz Nóra (?) magyar hárfás.

## Életrajz
Édesanyja matematika–fizika szakos tanár, édesapja gyógyszerész. Férje orvos, miként a bátyja is.
Gyerekkora a balett bűvöletében zajlott. Tanárai, Suba Gyula és az Operaház híres balettmestere, Nádasy Ferenc már 8-9 éves korában szólistaként szerepeltették. Az ígéretes jövőnek és a boldogságnak egy szívizomgyulladás vetett véget. A zenével, a balett nélkülözhetetlen kísérőjével, hobbiszinten maradt meg a kapcsolat, és emlékezetes élményekkel gazdagította. Énektanárainak köszönhetően helyettesként többször vezényelte az általános iskolai és a gimnáziumi kórust, egy alkalommal, válogatás után még a Magyar Rádió Gyermekkórusat is egy szabadtéri hangversenyen, annak alapító tagjaként.
Általános iskolai és zeneiskolai vezénylései közül kiemelkedik Kodály Zoltán születésnapi köszöntése a Zeneakadémián, majd később az otthonában is, ahol az általános iskola mintegy nyolc legtehetségesebb lányból álló együttesét vezette, akik között énekelt a később világhírű Marton Éva is.
Két-három évi zongorázás után csupán kedvtelésből kezdett hárfázni 16 éves korában, amikor a Fővárosi Zeneiskola Szervezet egyetlen hárfa tanszéke a közelbe, korábbi általános iskolájába költözött. Bár jeles tanuló volt és egyetemre készült, a hárfatanára, Molnár Anna rábeszélésére felvételizett a Bartók Béla Zeneművészeti Szakiskola ötödik évfolyamára (tanár: Rohmann Henrik), majd a budapesti Liszt Ferenc Zeneművészeti Főiskola (mai nevén Liszt Ferenc Zeneművészeti Egyetem) hárfa szakán folytatta tanulmányait Lubik Hedvignél, és nyert művész-tanár diplomát 1967-ben kitűnő minősítéssel.
Bár Nyugat-Berlinbe és New Yorkba is rendelkezett ösztöndíjas meghívással, 1971–73-ig ösztöndíjas továbbképzésre a Szovjetunióba kapott lehetőséget. A világszínvonalú hárfaoktatás, a korszerű, kiváló technika megismerése, a tudatos technikai alapozás jelentősége nagy hatást tett rá. Az eredményeket későbbi munkája során igyekezett átadni a hazai hárfások következő nemzedékének.

## Munkássága

### Oktatás
Hazatérése után a Liszt Ferenc Zeneművészeti Főiskola Tanárképző Intézetének hárfa, módszertan és kamarazenei oktatója 1997-ig, a Bartók Béla Zeneművészeti Szakközépiskola hárfatanára. 
1980: Hárfa oktatási tanterv a Zeneművészeti Szakközépiskolák számára (a Művelődési Minisztérium kiadványa). Újraindítja és átszervezi a budapesti zeneiskolai hárfaoktatást, szorgalmazza a már korai, gyerekkorban kezdődő hárfatanulást. 1981-ben az országos állami zeneiskolai nevelés és oktatás első tanterve (az Oktatási Minisztérium megbízásából), majd a főiskolai tanterv elkészítése.

### Magyar Hárfa Központ
1992–97: Magyar Hárfaközpont létrehozása és vezetése, melynek célja – a hangszer népszerűsítésén túl – nemzetközi kapcsolatok megteremtésével elősegíteni a magyarok integrálódását a nemzetközi hárfás közéletbe. 
Tevékenységi köre sokirányú: a világ legkiválóbb hárfásainak meghívása, koncertek, mesterkurzusok szervezése, fiatalok szereplésének elősegítése, a hárfa- és hangszertörténeti érdekességek bemutatása, fontos külföldi rendezvények látogatása, kapcsolatok a világ hárfásait összefogó World Harp Congressszel. Először visz versenyzőt a legrangosabbnak számító jeruzsálemi hárfaversenyre, ahol a zsűri meghívottja.

### Publikációk
Ismertető magyar hárfásokról, magyar szerzők hárfára alkotott szóló – és kamaraműveinek összegyűjtése, publikálása külföldi kiadványokban, magyar hárfaművek szerkesztése és megjelentetése kotta formájában (pl. Farkas Ferenc: Allegro Impetuoso, Patachich Iván: Antiche Danse Ungherese, Dubez Péter: Fantasie).
2021: összefoglaló cikk a Parlando folyóiratban: Zeneiskolai hárfaoktatás Magyarországon 1945 után.

### Koncertek
Szóló- és kamarazenei hangversenyeken lépett fel, többnyire az Országos Filharmónia szervezésében. Ezek között érdekes és változatos színt jelentett a rendszeresnek mondható együttműködés a Zeneakadémia hallgatóiból alakult, Párkai István által vezetett, Liszt Ferenc Kamarakórussal és Katanics Mária "Szilágyi Erzsébet" leánykórusával. Amellett több tévéfelvétel (szóló, ének – hárfa, fuvola – hárfa, kórus – hárfa) és számos rádiófelvétel (főleg szólók, de kamarazene is hegedűvel, fuvolával) készült vele. De hozzá fűződik a Magyar Rádió - Földes Imre zenetörténész által vezetett - „Mindenki Zeneiskolája” című sorozatában a hárfa bemutatása is.

### Munkájának értékelése
Néhány ismert művész, zeneakadémiai tanár véleménye, ajánlásának részlete:
- Keönch Boldizsár, énekművész: "Mercz Nórát többször hallottam koncerten játszani, közös kamarahangversenyünk is volt. Mercz Nóra kitűnő művész, szerintem hazánk első hárfása. Zenei és emberi kvalitásai egyaránt kiemelkedőek." (1986)
- Földes Imre, muzikológus: "Főiskolai munkánk mellett több közös rádió – és más ismeretterjesztő előadásunk volt, ahol (Mercz Nóra) tanúságot tett hangszertörténeti tájékozottságáról, a hangszert népszerűsítő képességéről, kitűnő előadói stílusáról, a darabok előadásában pedig igényes és érzékeny művészi képességeiről." (1986)
- Dr. Újfalussy József, rektor, a Tudományos Akadémia alelnöke: "Mercz Nórát, mint kollegámat régóta ismerem. Igen nagyra becsülöm művészi és tanári működését egyaránt ... teljes meggyőződéssel támogatom ...” (1988)
- Peták Ágnes, a Magyar Állami Operaház hárfaművésze: "Mercz Nóra tanárnő számomra mindig a TANÁRNŐ csupa nagybetűvel. Nemcsak a hárfázás technikáját, a művészi előadást, zenei stílusokat tanította, annál sokkal többet kaptam tőle. Emberséget, viselkedési mintát jelentett, aki személyével példát mutatott. Széleskörű műveltsége színessé tette óráit, ahol szó volt a zenén kívül irodalomról, művészettörténetről vagy akár napi eseményekről is. Minden téren nagyon igényes, a legmagasabb színvonalat képviseli. Neki köszönhetem, hogy sikeres diplomakoncertet adhattam, tovább léphettem tanulmányaimban és bekerülhettem a Magyar Állami Operaház zenekarába, majd taníthattam a Zeneakadémián is. A szakmán kívül formálta gondolkodásomat, viselkedésemet, életszemléletemet. Nem csak tanított, hanem nevelt is." (2023)

### Az első magyar könyv a hárfáról
2012–ben írta meg, de csak 2016 végén jelent meg a hárfa történetét összegző, közérthető stílusban írott könyve magyar és angol nyelven az osztrák-angol Novum kiadónál A mágikus hárfa címmel.
Részlet a kiadói ismertetőből: Nemcsak a hárfa változatait, fejlődését és legkiválóbb művészeit ismerhetjük meg, hanem átfogó képet kapunk a történelmi, filozófiai háttérről, és a különböző korszakokban játszott szerepéről, melynek során ez a különleges és titokzatosan vonzó hangú hangszer „mindig az örömet, a vigasztalást és a szépséget képviselte”.

### Vélemények Mercz NóraA mágikus hárfacímű könyvéről
- Kocsis Zoltán, zongoraművész, karmester: "Mercz Nóra könyvét nagy élvezettel olvastam végig. Átfogó és rendkívül érdekes munka, amely minden szempontból egyesíti magában a tudományos munka precizitását és az írói fantáziát."
- Jandó Jenő, zongoraművész, a Zeneakadémia professzora: "Csak szuperlatívuszokban jellemezhetem Mercz Nóra A mágikus hárfa című könyvét. Óvakodva kezdtem hozzá, de aztán alig tudtam letenni. ... ez a könyv tulajdonképpen egy művelődéstörténeti folyamat leírása a hárfa különleges világának tükrében. Bár alapvetően tudományos munka, stílusa rendkívül olvasmányos. ... A sok szép kép még tovább növeli az élményt, és e kiváló könyv értékét."

Három kritika a Parlando folyóiratból:
- Rásonyi Leila – hegedűművész, a Zeneakadémia tanára: itt
- Peták Ágnes – hárfaművész, a Zeneakadémia tanára, az Operaház tagja: itt
- Szinyei Merse Anna – művészettörténész (Nemzeti Galéria) : itt